# Eugenia rendlei
Eugenia rendlei är en myrtenväxtart som beskrevs av Ignatz Urban. Eugenia rendlei ingår i släktet Eugenia och familjen myrtenväxter. IUCN kategoriserar arten globalt som akut hotad. Inga underarter finns listade i Catalogue of Life.